# Roberto Muzzi
Roberto Muzzi (Marino, 21 settembre 1971) è un dirigente sportivo, allenatore di calcio ed ex calciatore italiano, di ruolo attaccante, direttore tecnico della formazione Primavera del Cagliari.

## Carriera

### Giocatore

#### Club

Muzzi in gol per l'Udinese nel 2001

Romano, originario della zona Morena, cresce calcisticamente nelle giovanili della Roma. La sua squadra di origine nel settore giovanile è il Morena, da cui poi passa alla Procalcio Italia e poi il passaggio alla Roma. Fa il suo esordio in Serie A nel corso del campionato 1989-1990, l'11 febbraio, in Roma-Inter 1-1. I suoi primi gol in casacca giallorossa vengono la stagione seguente: 15 presenze e 3 reti in totale.
Ceduto in prestito in Serie B al Pisa nel novembre del 1993, dove disputa un buon campionato. Il Cagliari lo preleva nel 1994 e gioca fino al 1999 dove disputa gli anni, come dichiarato da lui stesso, migliori della sua vita calcistica. L'Udinese lo preleva nella stagione 1999-2000 e con i friulani disputa 4 campionati di Serie A, giocando 103 partite e realizzando 39 reti.
Torna a Roma nella stagione 2003-2004, ma questa volta sponda Lazio di cui è sempre stato tifoso. Non gioca con molta continuità, ma grazie al suo gol del definitivo 3-3 contro il Palermo, la Lazio riesce a conquistare la matematica salvezza nel campionato 2004-2005.
Nel settembre 2005 viene ceduto al Torino, in Serie B, con cui va a segno per la prima volta il 24 settembre contro il Vicenza (vittoria per 2-0). Ottiene la promozione in Serie A tramite i playoff, segnando anche una rete in finale contro il Mantova, battuto per 3-1, in seguito a un calcio d'angolo, e realizzando 8 reti in totale; l'annata seguente la disputa ancora con i granata, di nuovo in Serie A, realizzando 3 reti, tra le quali si ricorda quella della vittoria salvezza allo stadio Olimpico contro la Roma (0-1).
Al termine della stagione 2006-2007, all'età di 35 anni e in scadenza di contratto, contatta i vertici societari cercandone il rinnovo, trovando al contrario la proposta di entrare a far parte dello staff degli allenatori del settore giovanile granata. Dopo una breve pausa di riflessione, durante la quale la società gli offre di allenare una squadra giovanile della categoria Allievi, sceglie invece di scendere di categoria, fino alla Serie C1, e firma con il Padova. Nella stagione 2007-2008 segna solamente quattro gol in campionato mentre nella stagione 2008-2009 viene lasciato fuori rosa per contrasti con la società.
Nell'agosto 2009 il Villafranca Veronese, squadra neopromossa in Serie D, aveva avviato una trattativa per portare Muzzi nella propria rosa. Tuttavia il 5 agosto il giocatore dopo averci pensato ha rifiutato l'offerta, deciso a intraprendere la carriera da allenatore iscrivendosi al corso di Coverciano per conseguire il patentino di 2ª categoria.

#### Nazionale
Gioca con la Nazionale Italia Under-18, Under-21 e la nazionale olimpica all'Olimpiade di Barcellona nel 1992, giocando in totale 29 partite su 37 convocazioni e segnando 7 gol: 5 gare e 3 gol l'Under-18, 19 gare con 4 gol con l'Under-21 mentre con l'olimpica gioca cinque partite senza mai segnare. Con l'Under-21 conquista due Campionati europei di categoria nel 1992 e nel 1994 sotto la guida di Cesare Maldini.

### Allenatore e dirigente
Il 4 settembre 2009 comincia la carriera da allenatore guidando la formazione Esordienti 99 della Roma. Il 1º luglio 2011 passa alla guida dei Giovanissimi Provinciali. L'anno successivo passa ai Giovanissimi Regionali. Il 3 febbraio 2013 diventa vice allenatore della Roma dopo l'esonero di Zdeněk Zeman e la nomina di Aurelio Andreazzoli come nuovo tecnico dei giallorossi. Il 10 giugno lascia i giallorossi insieme ad Andreazzoli, ma il 4 luglio 2014 ritorna nello staff giallorosso nel ruolo di tecnico dei Giovanissimi Nazionali. Il 9 novembre 2015 viene scelto da Andrea Stramaccioni, suo collega nelle giovanili giallorosse, come suo vice prima al Panathīnaïkos. e poi allo Sparta Praga.
Successivamente, nella stagione 2018-2019 diverrà collaboratore tecnico di Andreazzoli all'Empoli e lo seguirà anche nella sua avventura al Genoa nella stagione 2019-2020. Mantiene il ruolo anche dopo l'esonero di Andreazzoli, avvenuto il 22 ottobre 2019, salvo poi lasciarlo il 14 novembre seguente quando torna all'Empoli, iniziando così con il club toscano la carriera di allenatore; al debutto pareggia per 1-1 con il Venezia. Dopo aver perso le due partite seguenti contro Cremonese in Coppa Italia (1-0) e Frosinone (4-0), il 7 dicembre arriva la prima vittoria in B per 2-1 contro l’Ascoli. Il 26 gennaio 2020, Muzzi viene esonerato dopo aver ottenuto 7 punti in 9 partite.
Il 19 agosto 2020 diventa il nuovo responsabile del settore giovanile dell'Arezzo. A settembre ottiene l'abilitazione per Allenatore Professionista di Prima Categoria - Uefa Pro. Il 29 dicembre a seguito di alcune variazioni nel cda, assume l'incarico di responsabile dell'area tecnica. Il 4 febbraio 2022 l'Arezzo comunica che Muzzi non sarà più il responsabile del settore giovanile e che verrà sostituito nel ruolo da Giorgio Contu. Nel luglio 2020 e fino al 2022 è direttore tecnico della Lupa Frascati,  dall'ottobre 2020 e fino al 2021 diviene dirigente dell'Olympia Agnonese.
Il 30 giugno 2022 il Cagliari comunica che Muzzi è il nuovo club manager dei rossoblù, coadiuvando il direttore sportivo Stefano Capozucca nel lavoro di organizzazione e gestione della squadra e dello staff tecnico. Il 20 dicembre dello stesso anno, a seguito dell'esonero di Fabio Liverani, Muzzi assume ad interim la guida della prima squadra in vista della partita contro il Cosenza del 26 dicembre che tuttavia non ha potuto seguire in panchina a causa di una colica renale accompagnata da febbre ed è stato sostituito da Fabio Pisacane. Il 1º gennaio 2023 ha lasciato il posto a Claudio Ranieri tornando a ricoprire il ruolo di club manager. Il 23 marzo diventa coordinatore tecnico della Primavera e il 13 luglio dello stesso anno rinnova con il Cagliari fino al 2026.

## Riconoscimenti
Il Cagliari lo ha inserito nella sua Hall of Fame.

## Statistiche
Tra club e nazionali giovanili (inclusa l'Italia olimpica), Muzzi ha giocato globalmente 428 partite segnando 155 reti, alla media di 0,36 gol a partita.

### Presenze e reti nei club
| Stagione        | Squadra         | Campionato      | Campionato | Campionato | Coppe nazionali | Coppe nazionali | Coppe nazionali | Coppe europee | Coppe europee | Coppe europee | Altre coppe | Altre coppe | Altre coppe | Totale | Totale |
| Stagione        | Squadra         | Comp            | Pres       | Reti       | Comp            | Pres            | Reti            | Comp          | Pres          | Reti          | Comp        | Pres        | Reti        | Pres   | Reti   |
| --------------- | --------------- | --------------- | ---------- | ---------- | --------------- | --------------- | --------------- | ------------- | ------------- | ------------- | ----------- | ----------- | ----------- | ------ | ------ |
| 1988-1989       | Roma            | A               | 0          | 0          | CI              | 0               | 0               | CU            | 0             | 0             | -           | -           | -           | 0      | 0      |
| 1989-1990       | Roma            | A               | 1          | 0          | CI              | 0               | 0               | -             | -             | -             | -           | -           | -           | 1      | 0      |
| 1990-1991       | Roma            | A               | 15         | 3          | CI              | 3               | 0               | CU            | 5             | 0             | -           | -           | -           | 23     | 3      |
| 1991-1992       | Roma            | A               | 10         | 1          | CI              | 2               | 1               | CdC           | 1             | 0             | SI          | 1           | 0           | 14     | 2      |
| 1992-1993       | Roma            | A               | 24         | 1          | CI              | 7               | 1               | CU            | 4             | 2             | -           | -           | -           | 35     | 4      |
| lug.-nov. 1993  | Roma            | A               | 5          | 1          | CI              | 1               | 0               | -             | -             | -             | -           | -           | -           | 6      | 1      |
| nov. 1993-1994  | Pisa            | B               | 23         | 8          | CI              | 0               | 0               | -             | -             | -             | -           | -           | -           | 25     | 8      |
| lug.-nov. 1994  | Roma            | A               | 2          | 0          | CI              | 2               | 2               | -             | -             | -             | -           | -           | -           | 4      | 2      |
| Totale Roma     | Totale Roma     | Totale Roma     | 57         | 6          |                 | 15              | 4               |               | 10            | 2             |             | 1           | 0           | 83     | 12     |
| nov. 1994-1995  | Cagliari        | A               | 22         | 12         | CI              | 0               | 0               | -             | -             | -             | -           | -           | -           | 22     | 12     |
| 1995-1996       | Cagliari        | A               | 23         | 3          | CI              | 3               | 2               | -             | -             | -             | -           | -           | -           | 26     | 5      |
| 1996-1997       | Cagliari        | A               | 31         | 10         | CI              | 3               | 0               | -             | -             | -             | -           | -           | -           | 34     | 10     |
| 1997-1998       | Cagliari        | B               | 36         | 17         | CI              | 3               | 2               | -             | -             | -             | -           | -           | -           | 39     | 19     |
| 1998-1999       | Cagliari        | A               | 32         | 16         | CI              | 4               | 2               | -             | -             | -             | -           | -           | -           | 36     | 18     |
| Totale Cagliari | Totale Cagliari | Totale Cagliari | 144        | 58         |                 | 13              | 6               |               | -             | -             |             | -           | -           | 157    | 64     |
| 1999-2000       | Udinese         | A               | 29         | 12         | CI              | 1               | 0               | CU            | 7             | 1             | -           | -           | -           | 37     | 13     |
| 2000-2001       | Udinese         | A               | 17         | 8          | CI              | 2               | 0               | Int+CU        | 5+2           | 3+1           | -           | -           | -           | 26     | 12     |
| 2001-2002       | Udinese         | A               | 29         | 14         | CI              | 2               | 1               | -             | -             | -             | -           | -           | -           | 30     | 15     |
| 2002-2003       | Udinese         | A               | 28         | 5          | CI              | 1               | 0               | -             | -             | -             | -           | -           | -           | 29     | 5      |
| Totale Udinese  | Totale Udinese  | Totale Udinese  | 103        | 39         |                 | 6               | 1               |               | 14            | 5             |             | -           | -           | 123    | 45     |
| 2003-2004       | Lazio           | A               | 22         | 1          | CI              | 6               | 2               | UCL           | 6             | 1             | -           | -           | -           | 34     | 4      |
| 2004-2005       | Lazio           | A               | 16         | 3          | CI              | 2               | 0               | CU            | 4             | 3             | SI          | 1           | 0           | 23     | 6      |
| lug.-set. 2005  | Lazio           | A               | 1          | 0          | CI              | 0               | 0               | Int           | 4             | 1             | -           | -           | -           | 5      | 1      |
| Totale Lazio    | Totale Lazio    | Totale Lazio    | 39         | 4          |                 | 8               | 2               |               | 14            | 5             |             | 1           | 0           | 62     | 11     |
| set. 2005-2006  | Torino          | B               | 29+4       | 7+1        | -               | -               | -               | -             | -             | -             | -           | -           | -           | 33     | 8      |
| 2006-2007       | Torino          | A               | 28         | 3          | CI              | 0               | 0               | -             | -             | -             | -           | -           | -           | 28+    | 3+     |
| Totale Torino   | Totale Torino   | Totale Torino   | 61         | 11         |                 | 0               | 0               |               | -             | -             |             | -           | -           | 61+    | 11+    |
| 2007-2008       | Padova          | C1              | 23         | 4          | CI-C            | 3               | 1               | -             | -             | -             | -           | -           | -           | ?      | ?      |
| 2008-2009       | Padova          | 1D              | 0          | 0          | CI+CI-LP        | 0+0             | 0+0             | -             | -             | -             | -           | -           | -           | 0      | 0      |
| Totale Padova   | Totale Padova   | Totale Padova   | 23         | 4          |                 | ?               | ?               |               | -             | -             |             | -           | -           | 23+    | 4+     |
| Totale carriera | Totale carriera | Totale carriera | 335        | 130        |                 | 26+             | 6+              |               | 37            | 12            |             | 2           | 0           | 400+   | 150+   |

### Statistiche da allenatore
Statistiche aggiornate al 26 dicembre 2022.
| Stagione            | Squadra         | Campionato      | Campionato | Campionato | Campionato | Campionato | Coppe nazionali | Coppe nazionali | Coppe nazionali | Coppe nazionali | Coppe nazionali | Coppe continentali | Coppe continentali | Coppe continentali | Coppe continentali | Coppe continentali | Altre coppe | Altre coppe | Altre coppe | Altre coppe | Altre coppe | Totale | Totale | Totale | Totale | % Vittorie | Piazzamento |
| Stagione            | Squadra         | Comp            | G          | V          | N          | P          | Comp            | G               | V               | N               | P               | Comp               | G                  | V                  | N                  | P                  | Comp        | G           | V           | N           | P           | G      | V      | N      | P      | %          | Piazzamento |
| ------------------- | --------------- | --------------- | ---------- | ---------- | ---------- | ---------- | --------------- | --------------- | --------------- | --------------- | --------------- | ------------------ | ------------------ | ------------------ | ------------------ | ------------------ | ----------- | ----------- | ----------- | ----------- | ----------- | ------ | ------ | ------ | ------ | ---------- | ----------- |
| nov. 2019-gen. 2020 | Empoli          | B               | 9          | 1          | 4          | 4          | CI              | 1               | 0               | 0               | 1               | -                  | -                  | -                  | -                  | -                  | -           | -           | -           | -           | -           | 10     | 1      | 4      | 5      | 10,00      | Sub., Eson. |
| dic. 2022           | Cagliari        | B               | 1          | 1          | 0          | 0          | CI              | -               | -               | -               | -               | -                  | -                  | -                  | -                  | -                  | -           | -           | -           | -           | -           | 1      | 1      | 0      | 0      | 100,00&    | Interim     |
| Totale carriera     | Totale carriera | Totale carriera | 10         | 2          | 4          | 4          |                 | 1               | 0               | 0               | 1               |                    | -                  | -                  | -                  | -                  |             | -           | -           | -           | -           | 11     | 2      | 4      | 5      | 18,18      |             |

## Palmarès

### Giocatore

#### Club

##### Competizioni giovanili
- Campionato Primavera: 1

Roma: 1989-1990
- Torneo di Viareggio: 1

Roma: 1991

##### Competizioni nazionali
- Coppa Italia: 2

Roma: 1990-1991
Lazio: 2003-2004

##### Competizioni internazionali
- Coppa Intertoto UEFA: 1

Udinese: 2000

#### Nazionale
- Campionato d'Europa Under-21: 2

1992, Francia 1994